# Večer matematike
Večer matematike godišnja je manifestacija koju organizira Hrvatsko matematičko društvo s ciljem popularizacije i »izgradnje pozitivnog stava učenika« prema matematici. Manifestacija je organizirana u obliku interaktivnih radionica na kojima se rješavaju zabavni matematički zadaci i igraju igre temeljene na raznim matematičkim konceptima. Radionice se održavaju u dječjim vrtićima, osnovnim i srednjim školama i udrugama diljem Hrvatske, a ponekad i u školama izvan nje koje su se prijavile na manifestaciju.
Prijavljeni sudionici imaju pristup bazi zabavnih matematičkih aktivnosti koje se mogu koristiti tijekom održavanja Večeri matematike i u nastavi.
Prva je manifestacija održana 5. prosinca 2013. godine i od tada se tradicionalno održava svake godine prvog četvrtka u prosincu. Godine 2022. u manifestaciji je sudjelovalo 111 800 sudionika iz 860 odgojno-obrazovnih institucija.

## Vanjske poveznice
- Službena stranica